# باگنولو سن ویتو
باگنولو سن ویتو (به ایتالیایی: Bagnolo San Vito) یک کومونه در ایتالیا است که در استان منتووا واقع شده‌است.

## خصوصیات
باگنولو سن ویتو ۴۹٫۳ کیلومترمربع مساحت و ۵٬۵۴۸ نفر جمعیت دارد.